# 研究三角地带
研究三角地带（Research Triangle）是美国北卡罗来纳州皮埃蒙特地区一个大都市区的常用昵称。该地区以罗利市、达勒姆市和教堂山镇为中心，拥有三所主要研究型大学：北卡罗来纳州立大学（罗利）、杜克大学（达勒姆）和北卡罗来纳大学（教堂山）。这一的名称起源于1950年代，当时在三个中心城市之间建立了三角研究园。该园区是美国最大的研究园区，也是众多高科技公司的所在地。
该区域由九个县组成，被美国管理和预算办公室正式命名为“北卡罗来纳州罗利-达勒姆-凯里联合统计区”，包括北卡罗来纳州罗利-凯里、达勒姆-教堂山和亨德森大都市统计区。2020年人口普查显示该地区人口为2,106,463人，使其成为北卡罗来纳州第二大综合统计区，仅次于该州最大城市夏洛特。

## 辨析
该地区有时会与皮埃蒙特三角地带混淆，皮埃蒙特三角地带位于研究三角地带的正西，包括格林斯伯勒、温斯顿-塞勒姆、高点等城市。